# The Coalition
The Coalition (Anteriormente conocida como Microsoft Studios Vancouver y Black Tusk Studios) es una compañía desarrolladora de videojuegos originaria de Vancouver, Canadá y perteneciente a Microsoft. Durante su primera instancia, desarrolló Microsoft Flight Simulator X para la versión de Steam, junto con contenido adicional del mismo juego. Actualmente es la encargada de la franquicia Gears of War, una IP de igual o mayor que Halo. Para así, ser juntos, los grandes exclusivos de Microsoft en el ecosistema Xbox.

## Historia
Mike Crump y otros exempleados de Epic Games y Electronic Arts, inician una idea de crear un estudio en exclusiva para Microsoft, ya que gracias a esta, todo su presupuesto partió de la misma.
En el año 2015 lanzaron su primer videojuego, "Gears of War Ultimate Edition" para Xbox One. Ese mismo año durante la conferencia de Microsoft en el E3, enseñaron una demo de su siguiente videojuego llamado "Gears 4", el cual sería lanzado en octubre de 2016 bajo el nombre final de "Gears of War 4" para Xbox One y Windows 10.
Posteriormente en el año 2018 durante el E3 de Xbox, se anunciaron tres nuevos videojuegos de la saga: "Gears Pop" un videojuego para móviles influenciado por las figuras FunkoPop, "Gears Tactics" de estrategia por turnos para Windows 10 y luego para Xbox One, y "Gears 5", quinto juego oficial de la franquicia que continuaría con la historia del pelotón Delta.
Gears 5 fue lanzado en septiembre de 2019. Es el primer juego donde el protagonista no es un Fénix, sino un personaje presentado en el juego anterior llamada Kait Díaz. Actualmente el juego se encuentra disponible en Xbox One, Windows 10 y Xbox Game Pass, previsto también a estrenarse en Xbox Series X, la nueva consola de sobremesa de Microsoft.
En enero de 2020 se anunció la salida del director creativo del estudio, Rod Fergusson, que sería presidido por Mike Crump, nuevo director del estudio y de la franquicia Gears of War.

## Gears of War
Fue anunciado que, Microsoft, había adquirido la franquicia de Gears of War, que le pertenecía a Epic Games, para que ahora en adelante desarrollara bajo su nueva subsidiaria, en este caso la misma Black Tusk Studios, con nuevas entregas.

## Videojuegos

### Como Black Tusk Studios (2012 - 2014)
| Año  | Título                                      | Plataforma |
| ---- | ------------------------------------------- | ---------- |
| 2014 | Microsoft Flight Simulator X: Steam Edition | Steam      |

### Como The Coalition (2014 - actualidad)
| Año  | Título                         | Plataforma                                  |
| ---- | ------------------------------ | ------------------------------------------- |
| 2015 | Gears of War: Ultimate Edition | Xbox One, Microsoft Windows (2016)          |
| 2016 | Gears of War 4                 | Xbox One, Microsoft Windows                 |
| 2019 | Gears 5                        | Xbox One, Microsoft Windows                 |
| 2020 | Gears Tactics                  | Microsoft Windows, Xbox One (2021)          |
| TBA  | Gears of War: E-Day            | Xbox Series X y Series S, Microsoft Windows |